# Lista de presidentes de Cantábria

## Presidentes
| Nº | Nome                            | Início | Fim  | Partido       |
| -- | ------------------------------- | ------ | ---- | ------------- |
| 1. | José Antonio Rodríguez Martínez | 1982   | 1984 | Independiente |
| 2. | Ángel Díaz de Entresotos y Mier | 1984   | 1987 | AP            |
| 3. | Juan Hormaechea Cazón           | 1987   | 1990 | Independiente |
| 4. | Jaime Blanco García             | 1990   | 1991 | PSC-PSOE      |
| 5. | Juan Hormaechea Cazón           | 1991   | 1995 | UPCA          |
| 6. | José Joaquín Martínez Sieso     | 1995   | 2003 | PP            |
| 7. | Miguel Ángel Revilla Roiz       | 2003   | ???? | PRC           |